# حمد بن جاسم بن جبر آل ثاني
حمد بن جاسم بن جبر آل ثاني (10 يناير 1959 -). رئيس وزراء ووزير خارجية سابق في دولة قطر حتى 26 يونيو 2013 ليخلفه الشيخ عبد الله بن ناصر آل ثاني في رئاسة الوزراء، والشيخ محمد بن عبد الرحمن ال ثاني في وزارة الخارجية. في 3 أبريل 2007 عيّنه أمير قطر الشيخ حمد بن خليفة آل ثاني رئيسًا للوزراء بعد استقالة رئيس الوزراء الشيخ عبد الله بن خليفة آل ثاني. إستلم عدة مهمات أخرى من بينها رئاسة مجالس إدارات شركات ومؤسسات ضخمة مثل الخطوط الجوية القطرية وجهاز قطر للاستثمار وشركة الديار القطرية للاستثمار العقاري ومشروع اللؤلؤة. يجمع حمد بن جاسم بين الدهاء السياسي والنفوذ الاقتصادي، ينسب له دور كبير في نجاحات قطر الاقتصادية ويعتبره البعض مهندس السياسة القطرية.

## المسيرة المهنية

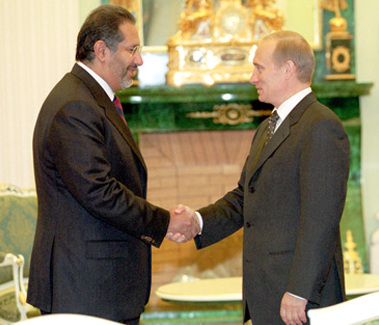
حمد والرئيس الروسي فلاديمير بوتين في الكرملين.

بين عامي 1982 و 1989 كان حمد مدير مكتب وزير الشؤون البلدية والزراعة. في يوليو 1989 تم تعيينه وزيرا لشؤون البلدية والزراعة وفي مايو 1990 تم تعيينه نائبا لوزير الكهرباء والمياه إلى جانب منصبه كوزير لشؤون البلدية والزراعة حيث أشرف على العديد من المشاريع الناجحة وقام بتطوير قطاع الزراعة.
في 1 سبتمبر 1992 تم تعيين حمد كوزير للخارجية في قطر من قبل الأمير الثامن خليفة بن حمد آل ثاني. احتفظ بمنصبه عندما تولى حمد بن خليفة آل ثاني الحكم بعد الانقلاب على أبيه في عام 1995. لعب حمد دورًا هامًا في الإطاحة بالأمير الثامن. في 16 سبتمبر 2003 عُيّن حمد نائبًا أول لرئيس الوزراء مع الإبقاء على منصبه وزير للخارجية. في 2 أبريل 2007 تم تعيينه رئيسًا للوزراء بعد استقالة عبد الله بن خليفة آل ثاني. كما واصل حمد عمله كوزير للخارجية. كان لدى حمد أهداف واسعة للسياسة الخارجية في قطر خلال فترة ولايته. قيل أن قطر «أقل حجما من تطلعاته» تحت توجيه حمد ولكن وزارة الخارجية اعتبرت عموما أنها تفتقر إلى البنية التحتية اللازمة للوفاء بتطلعاته.
أفيد أن حمد كانت له علاقات قوية مع الحكومة الأمريكية. يعمل حمد في المجلس الاستشاري الدولي لمؤسسة بروكينغز ويرأس المجلس الاستشاري الدولي لمركز بروكينغز الدوحة. لديه حصص في العديد من الشركات القوية مثل الخطوط الجوية القطرية وشركة الاستثمار الأجنبي وشركة الديار القطرية للاستثمار العقاري ومشروع اللؤلؤة وشركة هارودز. حمد شريك في مشروع غراندي (غيرنسي) وأحد مطوري هايد بارك واحد في لندن، المملكة المتحدة.
بالإضافة إلى ذلك شغل حمد عدة مناصب رئيسية أخرى بما في ذلك عضو في مجلس الدفاع الأعلى الذي أُنشئ في عام 1996 ورئيس لجنة قطر الدائمة لدعم القدس التي تشكلت في عام 1998 وعضو لجنة الدستور الدائم التي شكلت في عام 1999 وعضو مجلس الأسرة الحاكمة الذي أُنشئ في عام 2000 وعضو المجلس الأعلى لاستثمار احتياطيات الدولة الذي أُنشئ في عام 2000.

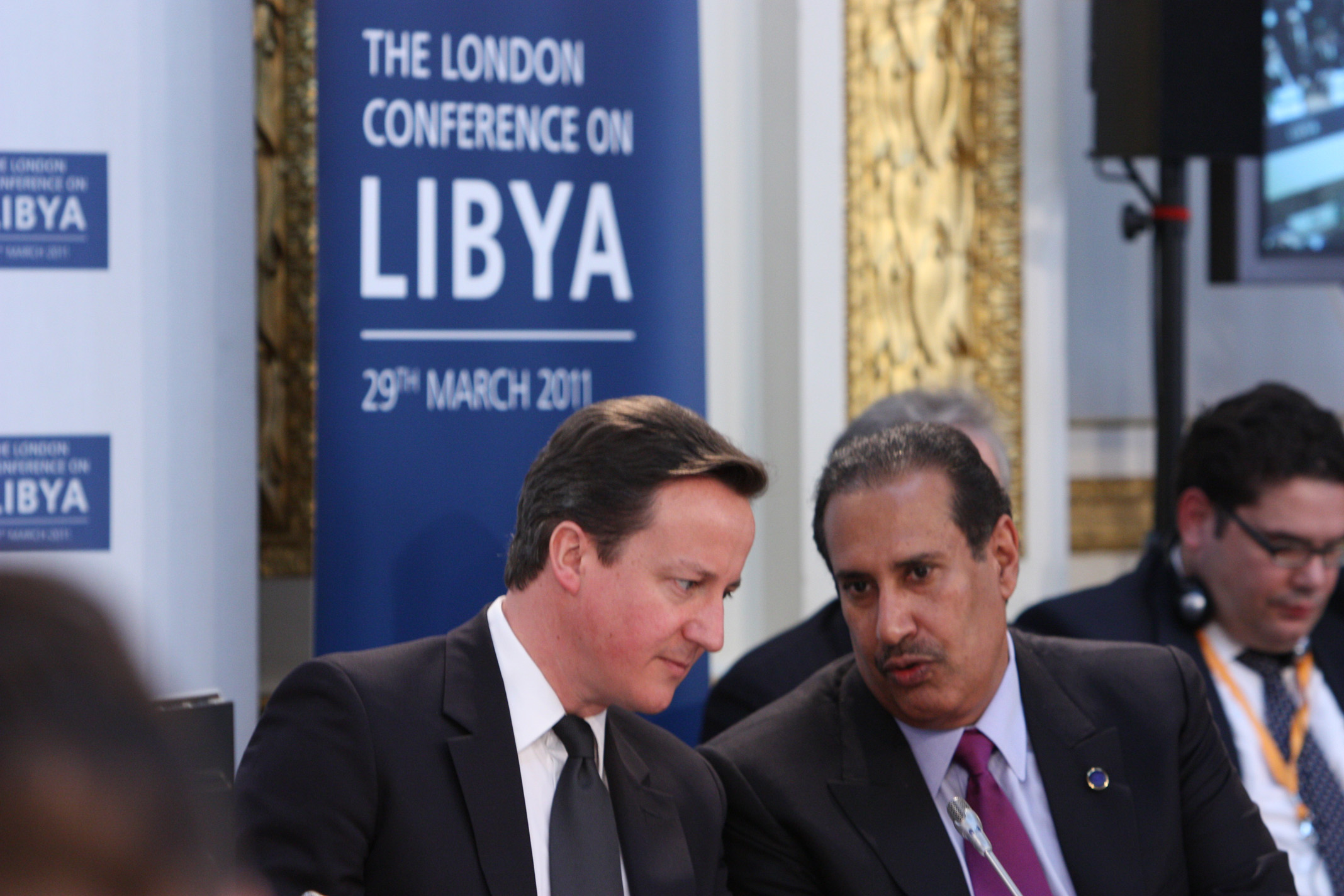
حمد ورئيس الوزراء البريطاني ديفيد كاميرون في عام 2011.

كان حمد أول سياسي عربي التقى نيكولا ساركوزي بعد انتخاب الأخير للرئاسة الفرنسية في مايو 2007. كانت الحكومة الفرنسية جعلت من قطر تحت قيادة حمد شريكا إستراتيجيا وقائمة الشراكات بين الدولتين تشمل توتال وإيرباص وتكنيب وإير ليكيد وفينشي سا وإنغي وآرافا. تحت حكومة حمد كانت فرنسا المورد الرئيسي للأسلحة إلى الإمارة. في فبراير 2009 وفي إطار حكومة ساركوزي منحت فرنسا امتيازات استثمارية خاصة لما وراء منظمة التعاون الاقتصادي والتنمية لقطر وعائلتها الحاكمة ومؤسساتها المملوكة للدولة ومن الأمثلة على الامتيازات إعفاءات الأرباح الرأسمالية في فرنسا.
قالت السفارة الأمريكية في الدوحة في برقية كشف عنها ويكيليكس في ديسمبر 2010 أن «حمد قال للنائب المستقبلي في مجلس الشيوخ الأمريكي جون كيري أنه اقترح صفقة مع الرئيس المصري حسني مبارك تشمل وقف البث في مصر في مقابل تغيير موقف القاهرة من المفاوضات الإسرائيلية الفلسطينية وأننا سنوقف قناة الجزيرة لمدة عام إذا وافق مبارك في ذلك الوقت على التوصل إلى تسوية دائمة للفلسطينيين».
في 25 يونيو 2013 تخلّى حمد بن خليفة آل ثاني عن الإمارة في قطر وفي اليوم التالي 26 يونيو استقال حمد من منصبه. تسائل البعض عما إذا كان ذلك لأن الأمير الجديد تميم بن حمد آل ثاني أقاله من منصبه بعد أن أدرك قوته. حلَّ محله عبد الله بن ناصر بن خليفة آل ثاني رئيسا للوزراء وخالد بن محمد العطية وزيراً للخارجية. في 3 يوليو تم إعفاء حمد من منصب نائب رئيس جهاز قطر للاستثمار. أدّى تدخل حمد في العديد من المناصب والمنظمات في قطر إلى تساؤلات حول قدرته على معالجة قضايا قطر بالتطرف وتمويل الإرهاب وهو مصدر قلق للعديد من الدول الغربية التي تتعامل مع قطر.
تحت قيادة حمد بدأت قطر في مساعدة المتمردين في سوريا من خلال تزويدهم بالأسلحة. أثارت هذه الخطوة انتقادات على قطر حيث تسائل البعض عما إذا كانت هذه الأسلحة انتهت في نهاية المطاف في أيدي خاطئة.

### جهود الوساطة

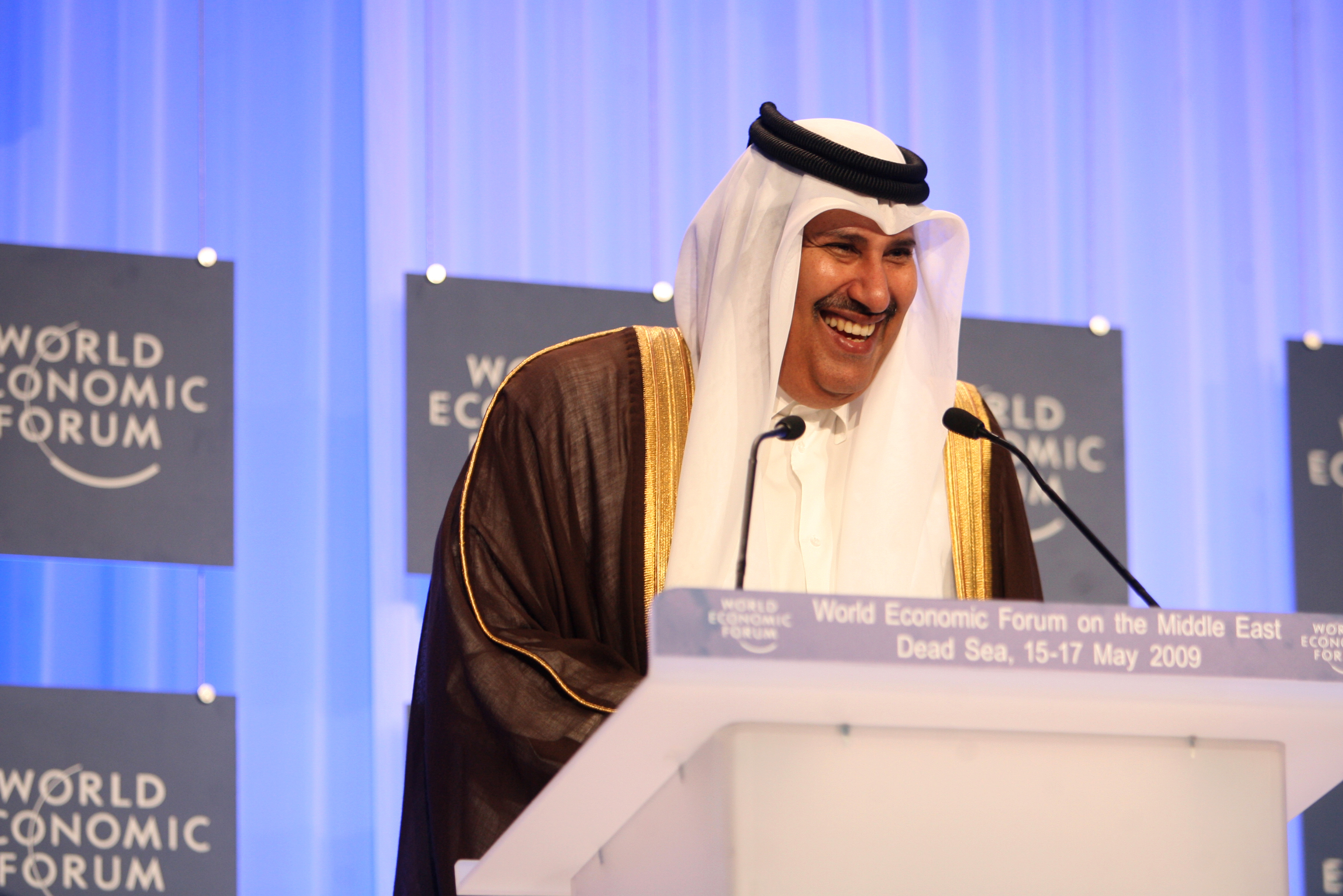
حمد بن جاسم بن جبر آل ثاني يلقي خطابا في المنتدى الاقتصادي العالمي حول الشرق الأوسط في البحر الميت في الأردن، 15 مايو 2009.

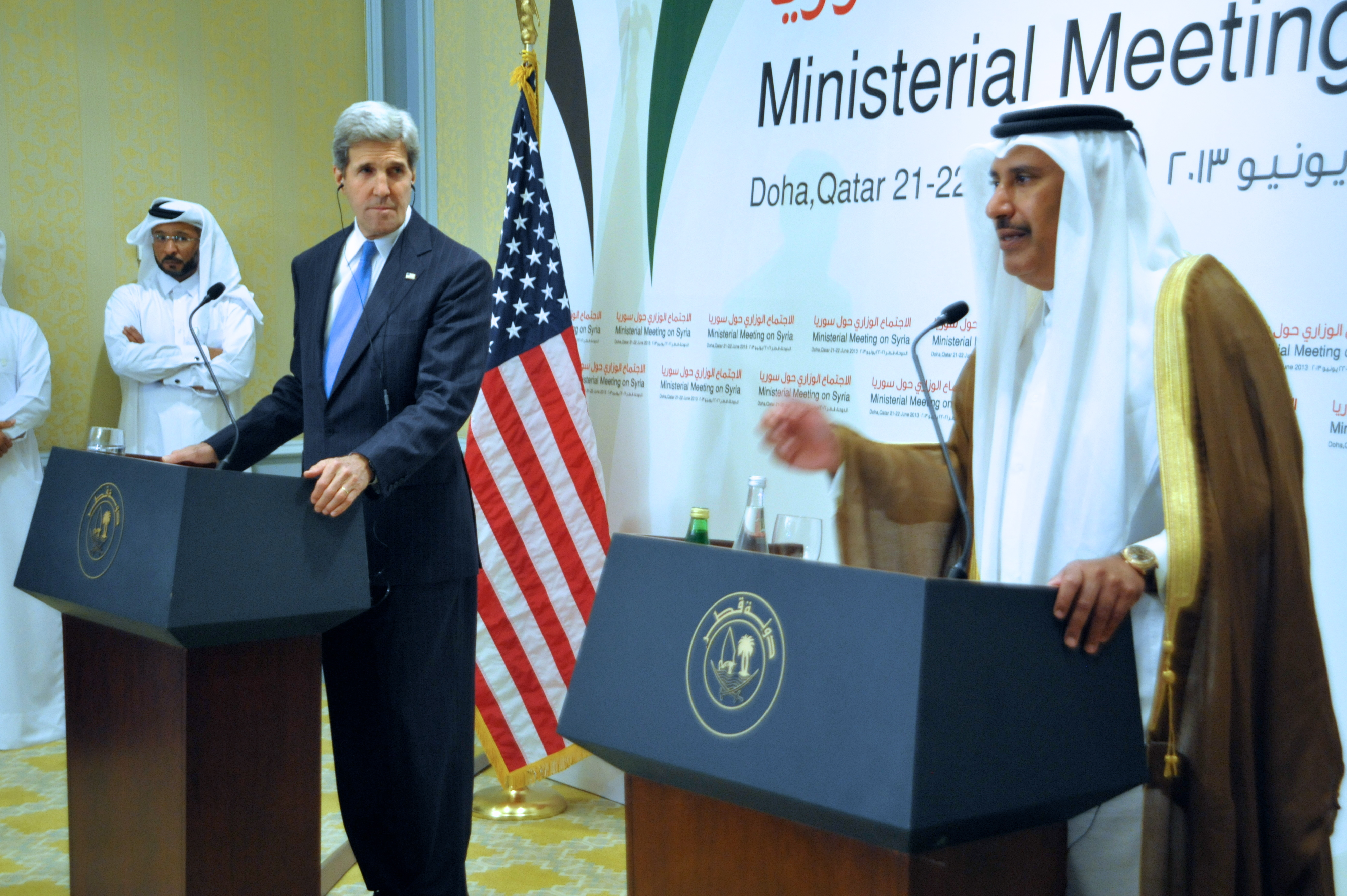
حمد ووزير الخارجية الأمريكي جون كيري في عام 2014.

عمل حمد بنشاط على تسوية النزاعات السياسية في أفريقيا والشرق الأوسط على مدى السنوات العشرين الماضية.
في عام 2010 قاد جهود الوساطة التي أسفرت عن توقيع اتفاق سلام بين جيبوتي وأريتريا لتسوية نزاعهما الحدودي وبالتالي تمهيد الطريق لمحادثات سلام أوسع لإنهاء الصراع المستمر منذ ست سنوات في المنطقة. وفقا لإعلان السلام المتفاوض عليه تعهد الطرفان بإعطاء الوسائل السلمية «أولوية إستراتيجية لتسوية الصراع في دارفور» واتخاذ التدابير اللازمة لخلق «بيئة ملائمة لتحقيق تسوية دائمة» بما في ذلك وقف «إزعاج النازحين وضمان تدفق المساعدات الغوثية». علاوة على ذلك التزم الطرفان بمبادلة السجناء وإطلاق سراح المحتجزين بسبب النزاع.
في عام 2009 ساعد في اتفاق التسوية بين السودان وتشاد. بدأت الحرب الأهلية في تشاد في ديسمبر 2005. في 8 فبراير 2006 وقع اتفاق طرابلس الذي أوقف القتال مؤقتا. غير أن الأعمال العدائية استؤنفت بعد شهرين مما أدّى إلى عدة محاولات جديدة للاتفاق وإلى تسوية نهائية بين الطرفين في عام 2009.
في عام 2009 شارك حمد في التوسط في إبرام اتفاق سلام لإنهاء النزاع في دارفور («ميثاق حسن النية وبناء الثقة») بين حكومة السودان وحركة العدل والمساواة كما فتح الاتفاق أمام بقية الفصائل في دارفور.
شارك في وساطة وقف إطلاق النار في اليمن بين حكومة اليمن وحركة الحوثي في عام 2007. في عام 2010 وافق الطرفان على تفعيل الاتفاق بعد المواجهات التي تهددها وقف إطلاق النار. انتهت الوساطة حربا استمرت ست سنوات بين الجانبين.
في عام 2007 ساعد حمد في تنظيم الحوار الوطني اللبناني واتفاق السلام بين مختلف المجموعات السياسية اللبنانية لإنهاء أسوأ قتال داخلي في لبنان منذ الحرب الأهلية 1975-1990. في محاولة لحل المواجهة السياسية الأوسع التي شلت البلاد لمدة 18 شهر استدعى حمد الحكومة اللبنانية والمعارضة التي يقودها حزب الله إلى قطر لإجراء محادثات. أعلن عن اتفاق برعاية جامعة الدول العربية للتعامل مع الأزمة اللبنانية. تعهدت الأطراف في الاتفاق «بالامتناع عن العودة إلى استخدام الأسلحة أو العنف لتحقيق مكاسب سياسية». كما التزمت الحكومة اللبنانية بإدخال قانون انتخابي جديد يهدف إلى توفير تمثيل أفضل في النظام الطائفي لتقاسم السلطة في البلاد.
كان حمد فعالا في التوصل إلى تسوية سلمية بين السودان وأريتريا في عام 1998. شكّلت الحدود غير المرسومة مع السودان مشكلة للعلاقات الخارجية الإريترية بالنسبة لمعظم وجود البلاد. تفاوض على تسوية سلمية بين السودان وأريتريا. بعد توقيع الاتفاق تطورت العلاقات إلى حد ما.
في عام 1996 عمل على تسوية حرب قصيرة بين أريتريا واليمن حول جزر حنيش. كجزء من الاتفاق على وقف الأعمال القتالية اتفقت الدولتان من خلال الجهود التفاوضية التي يبذلها حمد على إحالة القضية إلى محكمة التحكيم الدائمة في لاهاي في عام 1998. منحت اليمن ملكية كاملة للجزر الأكبر حجما في حين منحت أريتريا الجزر الطرفية إلى الجنوب الغربي من الجزر الأكبر. منذ ذلك الحين ظلت العلاقات بين الحكومتين طبيعية نسبيا.
يسر حمد الاتفاق الذي أدّى إلى وضع دستور الوحدة في اليمن في مايو 1990 الذي صدق عليه الشعب في مايو 1991. أكد التزام اليمن بإجراء انتخابات حرة ونظام سياسي متعدد الأحزاب والحق في الملكية الخاصة والمساواة بموجب القانون واحترام حقوق الإنسان الأساسية. أجريت انتخابات برلمانية في 27 أبريل 1993.
كما شارك حمد في الجهود الجارية بين حركة فتح وحركة حماس لتحقيق المصالحة الفلسطينية لتفعيل عملية السلام مع إسرائيل.
من بين المبادرات الإنسانية الأخرى يسر إطلاق سراح السجناء بمن فيهم السجناء اللبنانيون الخمسة في أريتريا. أيّد الجهود المبذولة لإطلاق سراح نواز شريف رئيس وزراء باكستان السابق من السجن وكان له دور أساسي في تحرير الممرضات البلغاريات في ليبيا من السجن. فتح قطر كدولة لاجئين سياسيين في العالم الإسلامي         والعالم العربي. خلال الصراع البوسني في التسعينات أرسل كميات كبيرة من الأغذية والأدوية وغيرها من المواد إلى السكان البوسنيين.
في نوفمبر 2010 أطلق النداء الإنساني لعام 2011 في الدوحة بالتعاون مع مكتب الأمم المتحدة لتنسيق الشؤون الإنسانية            والمفوضية السامية للأمم المتحدة لشؤون اللاجئين. من المقرر أن تساعد المبادرة على تحسين الظروف المعيشية لملايين الأشخاص المتضررين من الأزمات الإنسانية في جميع أنحاء العالم.

## المسؤوليات
- 1982-1989 شغل منصب مدير مكتب وزير الشؤون البلدية والزراعة.
- 18 يوليو 1989 أصبح وزيراً للشؤون البلدية والزراعة.
- 14 مايو 1990 تم تكليفه بمسؤوليات وزارة الكهرباء والماء بالإنابة لمدة عامين، إلى جانب مهمات منصبه كوزير للشؤون البلدية والزراعة.
- أشرف على الكثير من المشروعات الناجحة وارتقى بالقطاع الزراعي.
- رئيس مجلس إدارة شركة الكهرباء والماء القطرية.
- رئيس المجلس البلدي المركزي.
- رئيس إدارة مكتب المشاريع الأميرية الخاصة.
- عضو بمجلس إدارة قطر للبترول.
- عضو بالمجلس الأعلى للتخطيط.
- ثم في 1 سبتمبر 1992 عُيّن وزيراً للخارجية.
- احتفظ بمنصبه وزيراً للخارجية ضمن التشكيلات الوزارية في الأعوام يوليو 1995 وأكتوبر 1996 ويناير 1999.
- في 16 سبتمبر 2003 تم تعيينه نائباً أول لرئيس مجلس الوزراء مع احتفاظه بمنصبه وزيراً للخارجية.
- عضو في مجلس الدفاع الذي أُنشئ العام 1996.
- عضو في لجنة إعداد الدستور الدائم التي شُكّلت العام 1999.
- عضو في مجلس العائلة الحاكمة الذي أُنشئ العام 2000.
- عضو في المجلس الأعلى لاستثمار احتياطي الدولة الذي أُنشئ العام 2000.
- عضو في هيئة التخطيط والتطوير العمراني
- عضو في هيئة الأشغال العامة
- عضو اللجنة العليا للتنسيق والمتابعة
- رئيس مجلس إدارة شركة الديار القطرية للاستثمار العقاري
- رأس جلسات الحوار اللبناني اللبناني في الدوحة في شهر مايو 2008 والذي تُوّج باتفاق بين الفرقاء اللبنانيين وأنهى الأزمة الدستورية في البلاد بعد فترة طويلة من الفراغ الدستوري .

## القضايا القانونية

### بي إيه إي سيستمز
بعد مغازلة من قبل مايكل بورتيلو دخلت قطر في صفقة أسلحة بقيمة 500 مليون جنيه إسترليني مع بي إيه إي سيستمز. تم تحويل 7 ملايين جنيه إسترليني إلى صندوقين استئمانيين في جيرزي وتم تعيين حمد لهما كمستفيد. في محاولة لمنع غسل الأموال جمدت الأموال من 16 يوليو 2000 من قبل لجنة الخدمات المالية في جيرزي التي بدأت بعد ذلك دعوى قضائية والتحقيق. دفع حمد للسلطات في جيرزي 6 ملايين جنيه إسترليني ك «تعويض طوعي» لأن «الهياكل التي وضعها مستشاروه قد تكون قد أسهمت في تكلفة وتعقيد التحقيق». ثم تم إسقاط القضية من قبل سلطات جيرزي.

### فواز العطية
واجه حمد دعوى قضائية رفعها فواز العطية الناطق الرسمي السابق لقطر الذي يقول أن عملاء يعملون نيابة عن حمد سجنوه وعذّبوه في الدوحة لمدة 15 شهرا من 2009 إلى 2011. قال فواز أنه اُحتجز في الحبس الانفرادي ولم يسمح له إلا بالخروج بالأصفاد للاستجواب والحرمان من النوم وحرمانه من الحصول على الغذاء والماء وأشعة الشمس. ادّعى فواز أيضا أنه لم يحصل على تعويض كاف عن أرضه القطرية التي صادرتها الدولة. تشير الوثائق التي قدمها محامو فواز إلى أن حمد عرض في عام 1997 شراء 20 ألف متر مربع من فواز في غرب الدوحة. قال فواز أنه رفض العرض لأنه شعر أن الأرض كانت قيمتها أكبر من عرض حمد وهو ما أثار غضب الأخير. ادّعى فواز أن حمد استولى على الأرض وأخضع فواز ل«زيادة التحرش والتهديد والمراقبة». بعد عقد من الزمان في عام 2007 زعم أن حمد حاول اعتقال فواز في دبي. ثم انتقل فواز إلى المملكة العربية السعودية في عام 2008 عندما رفعت سلسلة من القضايا القانونية ضده بما في ذلك قضية ادّعى أنه سرب أسرار الدولة خلال فترة خدمته في المناصب العامة. تشير وثائق المحكمة إلى أن فواز «أخذ بالقوة من السعودية إلى قطر» في أكتوبر 2009. منذ ذلك الحين وحتى يناير 2011 كانت فواز محتجزا في سجون مختلفة حول قطر. قال فواز في تصريح لوكالة الأنباء الكويتية أن مساعد وزير الدفاع القطري أكّد خلال هذه الفترة أنه «كان محتجزا بناء على طلب من رئيس الوزراء حمد وأن ليس هناك نية للإفراج عنه وأن أي محاولة لضمان الإفراج عنه من خلال إصدار أمر من المحكمة... إما أن يتم منعه أو لن يتم تنفيذ أي أمر من هذا القبيل». تم إطلاق سراح فواز في نهاية المطاف بناء على أوامر من ولي العهد.
بعد الإفراج عنه رفع حمد قضية أخرى ضد فواز مدعيا أنه قام بتزوير شيك بقيمة 3 ملايين ريال قطري ونتيجة لذلك كان مستحقا على بنك قطر الوطني. كما تم إسقاط هذه القضية بسبب تدخل ولي العهد.
ينفي حمد جميع الادعاءات ضده فيما يتعلق بفواز العطية ويقول أنه يتمتع بالحصانة الدبلوماسية وحصانة الدولة نظرا لموقفه الدبلوماسي في لندن مما يترك المحكمة العليا في لندن بدون ولاية قضائية. لم يتخذ أي قرار حتى الآن بشأن ما إذا كانت حصانته الدبلوماسية ستشمل هذه القضية.

### الإرث النفطي
في يونيو 2014 استحوذ حمد على 80% من شركة هريتاد أويل والتي تم إدراجها كشركة لندن للإستكشاف والإنتاج. في الوقت نفسه تم إدراجه في منصب «مستشار» في السفارة القطرية ومن ثم كان يتمتع بالحصانة القانونية بموجب اتفاقية فيينا لعام 1961. تنص المادة 42 من هذه الاتفاقية على أنه «لا يجوز للدبلوماسي أن يمارس أي نشاط مهني أو تجاري في ممارسة الدولة المستقبلة للربح الشخصي» مما يمنعه بالتالي من حيازة حمد. تم تحويل الحصة البالغة 924 مليون جنيه إسترليني وتاريخ 30 أبريل 2014 إلى شركة تابعة مملوكة بالكامل لشركة المرقاب المالية وهي شركة استثمارية مملوكة للقطاع الخاص من قبل بنك حمد وأسرته. يؤكد محامو حمد أن وجود الشركة في لندن ليس دليلا كافيا على أن المادة 42 قد انتهكت.

### جدل
أشارت برقية دبلوماسية في مايو 2008 أرسله القائم بالأعمال الأمريكي في الدوحة إلى نزاع بين حمد ومسؤولين في المخابرات القطرية حول مسؤول قطري كبير في البنك سجن لمدة 6 أشهر على دوره في تمويل خالد شيخ محمد العقل المدبر لتنظيم القاعدة في أحداث 11 سبتمبر 2001. كان مسؤول البنك الكبير خليفة محمد تركي الصبيعي الذي مول خالد شيخ محمد أثناء عمله في مصرف قطر المركزي.
في نوفمبر 2016 أصدر رئيس الوزراء الباكستاني رسالة من حمد بن جاسم للمطالبة بأن الممتلكات التي تم تحديدها على أنها مملوكة لابنته في تسريبات وثائق بنما هي في الواقع هي نتيجة للتسوية التي حدثت في عام 2006. كانت الرسالة في الغالب على أساس الإشاعات وبعد فترة وجيزة من إصدار الرسالة الأولى تم إصدار الرسالة الثانية التي حاولت تغطية الثغرات المتبقية في الرسالة الأولى. تم شراء العقارات من قبل عائلة شريف من 1992 إلى 1996 من خلال شركة نسكول ونيلسون. المالك المستفيد من هذه الشقق الأربعة هي مريم صفدار (ابنة رئيس الوزراء نواز شريف) وفقا لوثائق بنما المسربة. إذا دعت المحكمة حمد إلى أن يكون شاهدا لإثبات قيمة رسالته فإنه يمكن إرساله إلى السجن للكذب. باكستان تسجن الأشخاص المتهمين بالاحتيال والذين يساعدون في تبييض الأموال. يزعم أن شركات حمد حصلت على صفقة الغاز الطبيعي المسال بقيمة مليارات الدولارات من باكستان من خلال علاقته مع نواز شريف. ذكر حمد حتى في قرار قضية وثائق بنما وأثنى عليه القاضي خوسا الذي استخدم هذه المعلومات ليقوم بإعطاء رأيه وإعطاء واحدة من الأحكام التاريخية في باكستان.

### أوراق الجنة
في نوفمبر 2017 أشار تحقيق أجراه الاتحاد الدولي للمحققين الصحفيين إلى إدراج اسمه في قائمة السياسيين المسماة في مزاعم «أوراق الجنة».

### مواقف وآراء
في خطاب ألقاه في عام 2015 في معهد تشاتام هاوس وهو مركز أبحاث مقره لندن حذّر حمد الإسرائيليين من تذكيرهم بأنهم محاصرون ب 400 مليون عربي قائلا: «لديك اليد العليا الآن ولكنك محاط. إقبل حدود 1967 وحل الدولتين. تفوقكم لن يدوم إلى الأبد. حل القضية الفلسطينية وانزع فتيل الإرهاب».

## التجارة
أفادت التقارير أن حمد اشترى البنك الدولي في لوكسمبورج وكبّل المصرفيين الأوروبيين من خلال بريسيسيون كابيتال مما يجعله واحد من أكبر المجموعات المصرفية في لوكسمبورغ.
وفقا لإيداع هيئة الأوراق المالية والبورصات الأمريكية كان يملك أيضا 3.05% من أسهم دويتشه بنك في 20 أغسطس 2015 عن طريق شركة بارامونت للخدمات القابضة المحدودة. حمد بن خليفة آل ثاني أمير قطر السابق حصل على 3.05% من الأسهم في 20 أغسطس 2015 عن طريق شركة سوبريم ونيفرزال هولدينغز جزء منها كانت من أسهم حمد بن جاسم.

## الألقاب والأنماط والأوسمة

### الألقاب والأنماط
- الشيخ حمد بن جاسم بن جبر آل ثاني (1959-1989)
- سعادة الشيخ حمد بن جاسم بن جبر آل ثاني (1989-2007، 2013-حتى الآن)
- سمو الشيخ حمد بن جاسم بن جبر آل ثاني، رئيس وزراء قطر (2007 - 2013)

### التكريمات
- دكتوراه فخرية في الرسائل الإنسانية من الجامعة اللبنانية الأمريكية (28 أبريل 2010، لبنان)[24]

## أسرته
| الزوجة                                 | الأبناء                                                 |
| -------------------------------------- | ------------------------------------------------------- |
| جواهر بنت فهد بن محمد آل ثاني          | - جاسم - جبر - محمد - فهد - نور - لمياء - مريم - العنود |
| نور بنت عبد العزيز بن عبد الله السبيعي | - شريفة - تميم - فلاح - مي - مياسة                      |

- الشيخة نور بنت عبد العزيز بن عبد الله بن تركي السبيعي، هي إبنة وزير التربية والتعليم السابق.

## جامع التحف الفنية
في مايو 2015 اشترى حمد لوحة بيكاسو نساء الجزائر (النسخة O) مقابل 179.4 مليون دولار بما في ذلك الرسوم وهو سعر قياسي للرسم في المزاد العلني.

## حياته الشخصية
يمتلك ثروة شخصية تزيد عن مليار دولار أمريكي، وقد وضعته مجلة فوربس الأمريكية بين أثرياء العالم حيث قدرت المجلة ثروته بـ 1.36 مليار دولار أمريكي

## روابط خارجية
- حمد بن جاسم بن جبر آل ثاني على موقع مونزينجر (الألمانية)